# Enrique Alvear Urrutia
Pour les articles homonymes, voir Alvear et Urrutia.
Enrique Alvear Urrutia, né le 29 janvier 1916 à Cauquenes et mort le 29 avril 1982 à Santiago, est un évêque catholique chilien, surnommé « l'évêque des pauvres ». Sa cause en béatification est ouverte en 2012 ; il est déjà déclaré serviteur de Dieu.

## Biographie
Enrique Alvear Urrutia est né le 29 janvier 1916. Il est le huitième d'une famille de onze enfants.
Il effectue des études de droit, et murit une vocation sacerdotale orientée pour le service des plus défavorisés.
Il est ordonné prêtre pour le diocèse de Santiago du Chili, le 20 septembre 1941.
Il devient évêque en 1963, nommé évêque auxiliaire de Talca le 4 mars avec le titre d'évêque titulaire de Columnata (de). Il est ordonné évêque le 24 avril suivant, par Mgr Silva Henríquez comme principal consécrateur. Il participe au concile Vatican II, de la deuxième à la quatrième session.
Le 7 juin 1965, il est nommé évêque de San Felipe, et exerce cette charge pendant neuf ans, jusqu'en 1974. Son souci des plus démunis lui vaut d'être surnommé « l'évêque des pauvres ».
Il est ensuite évêque auxiliaire de Santiago du Chili et évêque titulaire de Sita (de) de 1974 à sa mort en 1982.

## Hommages
Le pape François se recueille sur sa tombe à son arrivée au Chili en janvier 2018.

## Béatification
Le procès diocésain pour sa cause en béatification est ouvert en 2012 par l'archevêque de Santiago, Mgr Ezzati. La Fundación Enrique Alvear Urrutia est créée pour promouvoir sa cause.